# Chevauchée de Buckingham
Guerre de Cent Ans
Batailles
La chevauchée de Buckingham est un raid militaire anglais conduit à la fin de la deuxième période de la guerre de Cent Ans par le comte de Buckingham Thomas de Woodstock dans le Nord du royaume de France, depuis son débarquement à Calais le 19 juillet 1380 jusqu'à son échec devant les remparts de Nantes à l’automne 1380. 
Son bilan est maigre, et aucun engagement notable ne l'émaille, les Français se contentant d'encadrer la progression du comte et de harceler ses troupes. Le basculement du duché de Bretagne dans le camp de la couronne de France, l’échec du siège de Nantes et la retraite qui s’ensuit transforment l'expédition en une gabegie politique et militaire pour les Anglais.

## Contexte
Charles V règne en France depuis seize ans. Il est parvenu à restaurer l’autorité des Valois, et à reconquérir la quasi-totalité des terres perdues par ses prédécesseurs. Mais au début de 1380, Charles est affaibli par la récente mort en couches de sa femme Jeanne de Bourbon et par la probable tuberculose qui le ronge. Bertrand du Guesclin, son fidèle connétable depuis dix ans, meurt de maladie le 13 juillet 1380.
En Angleterre le jeune Richard II vient de succéder à son grand-père Édouard III ; il n'a que dix ans lorsqu'il est couronné en 1377. Il est le fils d'Édouard de Woodstock dit le « Prince Noir », mort peu avant de maladie, et ses oncles — les fils d'Édouard III — exercent une forte influence politique : Jean de Gand, duc de Lancastre, Edmond de Langley, duc d'York, et le cadet Thomas de Woodstock, né en 1355, que Richard II a créé comte de Buckingham lors de son avènement. Le parti anglais peine à reprendre pied sur le continent, où il ne détient plus que quelques ports comme Bayonne, Bordeaux, Calais, Cherbourg et Brest. 
L'avenir de la Bretagne est incertain : le duc Jean IV de Montfort, partisan des Anglais évincé en 1373 par la couronne de France, a repris le contrôle du duché pendant l'été 1379. L'animosité qui l'oppose au roi Charles V est le principal obstacle à une réconciliation, et les vassaux bretons sont partagés quant au parti à suivre. Le duc, qui doit guerroyer dans le Nantais contre le nouveau connétable Olivier V de Clisson, sollicite à nouveau le soutien du royaume d'Angleterre : le 1er mars 1380, il signe un traité d’alliance par lequel les Anglais s'arrogent quatre ports et dix châteaux stratégiques en échange de leur appui. Presque en même temps, les États de Bretagne déclarent allégeance au roi de France.

## Tactiques
Les Anglais appliquent la tactique de la chevauchée, dont l'objectif est de ravager le pays traversé. Sur le front le plus large possible, leurs colonnes déployées pillent les campagnes, brûlent les récoltes, détruisent les infrastructures. Elles vivent sur le pays, et se regroupent pour attaquer les villes qui refusent de livrer leur butin, capturent les habitants qu'elles pensent libérer contre rançon et massacrent les autres. Inauguré par Édouard III en 1346, perfectionné par le Prince Noir en Languedoc en 1355 puis en Poitou en 1356, le procédé a été utilisé par les Anglais comme modèle à quatre reprises depuis 1359, avec des résultats moins tranchés.
Charles V et du Guesclin ont adopté une stratégie permettant de transformer cette façon de faire la guerre en échec pour les assaillants : mettre la population en lieu sûr dans les places-fortes, y rentrer vivres et récoltes, conduire le bétail à l'abri derrière les fossés, détruire ce qui ne peut être protégé. « Mieux vaut pays bruslé que pays pris. » Les combattants garnissent les remparts des châteaux et des villes fortifiés, tandis que des troupes mobiles harcèlent les colonnes ennemies et entravent son approvisionnement. Celles-ci sont condamnées à errer dans des campagnes désertes et sans ressource, entre de solides places-fortes.

## Déroulement
À la suite d'une attaque française sur les côtes bretonnes, les troupes anglaises prennent pied à Calais. Deux semaines durant, les navires débarquent 4 000 hommes d’armes et 3 000 archers (ailleurs : environ 6 000 combattants). Le 19 juillet 1380, Thomas de Woodstock les rejoint avec ses lieutenants le comte de Stafford Hugh Stafford, le comte de Devon Édouard de Courtenay, le comte d'Oxford Robert de Vere, l'ancien connétable William Latimer, le maréchal Walter FitzWalter, Robert Knolles, etc. Il va les mener dans une expédition de plusieurs mois vers l'est jusqu'aux portes de Troyes.

### La marche vers l'est
Dans la région de Boulogne, de Thérouanne, dans le comté de Guines, on a mis à profit ces longs préparatifs pour protéger la population dans les châteaux et les villes fortifiées. Charles V a expédié des renforts commandés par Enguerrand VII de Coucy : quand Buckingham s’élance le pays est fin prêt.
Les colonnes anglaises quittent Calais le 21 par le sud. Du 24 au 27, l’armée fait étape à Maquinghen, dans le Boulonnais. Le 28, elle passe devant Ardres, et atteint Nordausques dans la soirée. Le 29 les soldats bivouaquent à Eperlecques.
À Saint-Omer, les habitants se préparent à l’assaut ; près de 3 000 combattants prennent place derrière les créneaux. La ville est trop forte pour être enlevée d’un coup de main. « Toutefois le comte, qui oncques n’avait été au royaume de France, voulu voir Saint-Omer pour ce qu’elle lui sembloit belle de murs, de portes, de tours et de beau clochers », justifie Froissart. Le 30 juillet, l’armée se range en bataille sur une hauteur. Selon un scénario déjà mis en œuvre l’avant-veille à Ardres, Thomas arme chevaliers quelques fidèles. Pour faire montre de leur bravoure, ceux-ci poussent jusqu’aux barrières, lancent des défis auxquels les Français ne répondent pas. Et l’armée passe son chemin, s’en allant faire étape à Ecques sur la route de Thérouanne.
Les Français prennent alors conscience de l’indigence du plan de l’ennemi, qui se contente de circuler entre les places fortes. Une troupe de 200 lances (soit 1 200 soldats) se constitue, emmenée par les seigneurs de Sempy et de Frausures : progressant parallèlement à la colonne britannique, elle va les harceler, tentant d’en réduire les éléments isolés. 
Quand Buckingham arrive devant Thérouanne le 31, Sempy y est déjà, et l’Anglais passe à nouveau son chemin, pour aller prendre du repos à Witternesse, où il rencontre le duc de Teschen, en route pour discuter à Londres du projet de mariage de Richard II avec la fille de l'empereur germanique. Buckingham poursuit sa route, passe devant Lillers avant de dormir à Bruay-la-Buissière. Le lendemain, l’armée longe les murailles de Béthune, défendue par le seigneur de Hangest, Jean et Tristan de Roye, Guy de Harcourt et Geffroy de Chargny, envoyés par le sire de Coucy. Là non plus, pas de combat, et la colonne anglaise passe la nuit à Souchez, tandis que ses poursuivants, Sempy et Frausures, sont accueillis à Béthune. Le scénario se répète le lendemain à Arras, devant laquelle Buckingham fait passer son armée « en ordonnance de bataille, bannières et pennons ventilants ».  La troupe passe les nuits suivantes à Avesnes-le-Comte puis Miraumont. Vers Cléry-sur-Somme, où l’armée s’installe trois jours, une escarmouche oppose quelque deux cents combattants (une trentaine de lances) des deux camps, et tourne à l’avantage des Anglais, qui font seize prisonniers. Un accrochage similaire se produit aux portes de Péronne, avec un résultat voisin. Buckingham loge la nuit suivante à l’abbaye de Vaucelles, à une dizaine de kilomètres de Cambrai, puis campe à Fonsomme aux portes de Saint-Quentin. Là encore, les Anglais contournent la place-forte bien défendue, pour aller loger à Origny-Sainte-Benoite. 
À Ribemont, un combat fait quelques victimes de part et d'autre. Les étapes suivantes sont à Crécy-sur-Serre, Laon et Sissonne. L'armée anglaise franchit alors l'Aisne et arrive à proximité de Reims, couchant entre Hermonville et Cormicy. À Reims, tout est depuis longtemps abrité derrière les murailles, et les hommes de Buckingham doivent se contenter de piller les faubourgs. Ils ne s'y attardent guère, et bivouaquent la nuit suivante à Beaumont-sur-Vesle, puis à Agenvillers après avoir traversé la rivière à Condé-sur-Marne. Ils font halte alors à Vertus, qu'ils rasent au matin, puis un lieu que Froissart nomme Pallote. 
À Plancy, Buckingham franchit l'Aube après avoir ravagé quelques moulins alentour, et le seigneur de Hangest manque être pris lors d'un heurt au pied du château. Puis, on progresse jusqu'à la Seine et on s'installe enfin à quelques kilomètres au nord de Troyes.

### Devant Troyes
Dans Troyes se sont regroupés depuis le 23 août les chefs militaires de Charles V, avec des moyens importants : le duc Philippe II de Bourgogne en tête, nommé par le roi le 2 août « capitaine général des gens d'armes et d'arbalètes dans tout le royaume avec entière autorité pour les conduire contre les ennemis, là où il le jugerait convenable », et avec lui le duc Louis II de Bourbon, le duc Robert Ier de Bar, le comte d'Eu Jean d'Artois, Enguerrand VII de Coucy, l'amiral Jean de Vienne, et « plus de mille chevaliers et écuyers ». Les deux partis brûlent d'en découdre : « nous sommes yssus hors d'Angleterre pour faire fait d'armes contre nos ennemis, ni autre chose nous ne voulons ni ne quérons (...), et pour ce que nous sçavons que une partie de la fleur de la chevalerie de France repose là dedans, nous sommes venus ce chemin », fait dire Thomas de Woodstock aux chefs français. Les assaillants exposent leurs troupes en ordre de bataille, les défenseurs massent leurs combattants aux créneaux.   
Mais le roi de France, fidèle à ses choix, s'oppose à un engagement. Le 25 août Buckingham est contraint de rebrousser chemin, dormant le lendemain près de la ville de Sens — elle aussi fortement défendue — et y rançonnant le pays, peinant à y trouver de quoi nourrir son armée.
| Calais Troyes Rennes Nantes \| 100 km1:2 433 000 Étape majeure Autre point de passage Étape \| |
| 100 km1:2 433 000 Étape majeure Autre point de passage Étape                                   |

### Retour vers la Bretagne
Thomas de Woodstock oriente alors sa marche vers le Gâtinais, passant successivement à Nemours, Beaune-la-Rolande et Pithiviers, où il reste trois jours. À Toury et Janville, les armées françaises sont déjà arrivées pour renforcer les châteaux et l'attendre. 
Les étapes suivantes (Le Puiset, Ormoy, La Ferté-Villeneuil dans le comté de Blois) sont émaillées de quelques escarmouches, les Anglais n'insistant pas au pied des murs qu'ils jugent imprenables, tel le château de Marchenoir, et reportant leur action destructrice contre les faibles ouvrages défensifs, moulins ou tours isolées. Buckingham prend alors la route de Vendôme et passe la nuit dans la forêt de La Colombe. 
Le lendemain devant Vendôme, la troupe de Robert Knolles se heurte à celle du seigneur de Mauvoisin, qui est capturé. Nul combat plus marquant dans les jours qui suivent, où l'armée dort successivement dans des lieux que Froissart appelle Ausne, Saint-Calais, Lusse et Pont-à-Volain : les nombreux combattants français présents se gardent de tout affrontement et restent en sécurité derrière les murailles. 
Puis, la chevauchée franchit la Sarthe au voisinage de Noyen. Nous sommes le 16 septembre 1380 : ce même jour, le roi Charles V meurt à Beauté-sur-Marne à l'âge de 42 ans.  
La nuit suivante est passée à quelques kilomètres de Sablé-sur-Sarthe. L'armée s'arrête ensuite trois nuits à Ballée, tournant au sud du Mans où les forces françaises sont massées, franchit péniblement la Jouanne à Argentré, où elle gite, et encore quatre nuits à Cossé-le-Vivien. Après un bivouac dans la forêt de La Gravelle, Buckingham entre enfin en Bretagne à Vitré, où il laisse ses colonnes se reposer trois nuits. Le jour suivant à Châteaubourg, les Anglais rencontrent les émissaires du duc de Bretagne. 
À Vannes, la mort de Charles V a plongé Jean IV en plein dilemme ; Froissart lui fait dire : 

« La rancune et haine que j'avois au royaume de France pour la cause de ce roi Charles qui est mort est bien affoiblie de la moitié ; tel a hay le père qui aimera le fils, et tel a guerroyé le père qui aidera le fils. Or faut-il que je m'acquitte envers les Anglois, car voirement les ai-je fait venir à ma requête et ordonnace et passer parmi le royaume de France ; et me faut tenir ce que je leur ai promis. »

A Châteaubourg, Bretons et Anglais conviennent de tenter de réduire Nantes, qui est restée rétive à l'autorité du duc. Rendez-vous est donné quinze jours plus tard, délai que les Anglais passent dans les faubourgs de Rennes. La ville a en effet refusé de leur ouvrir ses portes, et seuls Buckingham, Robert Knolles, William Latimer et six ou sept barons ont l'autorisation d'y loger. Pendant ce temps, la garnison de Nantes — commandée par Jean Le Barrois des Barres, Jean de Châtel-Morant et Olivier de Clisson — se renforce de 600 lances (3 600 hommes) envoyés par les Français.
Confiant dans le serment renouvelé du duc de Bretagne, Buckingham se met en marche vers le sud, et par Chartres-de-Bretagne, Bain-de-Bretagne et Nozay atteint début novembre les faubourgs de Nantes.
Buckingham assiège Nantes pendant deux mois sans succès. En janvier 1381, affaibli par la famine et la dysenterie qui ravagent son armée et fragilisé par la réconciliation en marche entre le duc de Bretagne et le nouveau roi de France Charles VI, il lève le siège. Les anglais se replient vers Vannes, la capitale de Jean IV. Ils y restent près de quatre mois aux cours desquels cinq chevaliers français (dont Jean de Châtel-Morant) affrontent cinq chevaliers anglais dans un tournoi mémorable.
Le 4 avril est ratifié le second traité de Guérande, par lequel Jean IV rend hommage au roi de France. Buckingham et ses hommes, isolés, rembarquent pour l'Angleterre le 11 avril.

## Bilan et conséquences
Comme celui des chevauchées qui se sont succédé sur le sol français depuis 1369, le bilan de l’expédition de Buckingham est faible. Qualifiées de futiles, coûteuses en vies humaines et en argent, elles font perdre à l’Angleterre sa réputation d’invincibilité. L’incompétence de certains capitaines, souvent focalisés sur des intérêts privés, l’absence de vision stratégique d’ensemble et de planification sont caractéristiques : le parti anglais n’a d’autre objectif militaire que de ferrailler contre les Français, pas d’autre tactique politique que de soutenir les ennemis de la couronne de France.